# تان
تان (به آلمانی: Tann, Bavaria) یک شهر در آلمان است که در بایرن واقع شده‌است.

## خصوصیات
تان ۳۷٫۵۵ کیلومترمربع مساحت دارد ۴۴۷ متر بالاتر از سطح دریا واقع شده‌است.